# Riuferrer
Der Riuferrer ist ein Gebirgsfluss in Frankreich, der im Département Pyrénées-Orientales in der Region Okzitanien verläuft. Er entspringt an der Südflanke der Bergkette Serra del Roc Negre im nordwestlichen Gemeindegebiet von Corsavy, entwässert generell Richtung Südwest durch das Naturschutzgebiet Vallespir und mündet nach rund 18 Kilometern im Gemeindegebiet von Arles-sur-Tech als linker Nebenfluss in den Tech.

## Orte am Fluss
(Reihenfolge in Fließrichtung)
- Leca, Gemeinde Corsavy
- Corsavy
- Arles-sur-Tech